# Màn hình đen chết chóc

Màn hình đen phần cứng chết chóc xảy ra khi ổ đĩa cứng hệ thống không thể tải bản ghi khởi động chính. Màn hình trống ngoài một con trỏ màu trắng nhấp nháy.

Màn hình đen chết chóc (hoặc black screen of death) là một lỗi hệ thống nghiêm trọng được hiển thị bởi một số phiên bản của hệ điều hành Microsoft Windows sau khi gặp phải một lỗi hệ thống nghiêm trọng có thể khiến hệ thống ngừng hoạt động.

## Windows 3.x

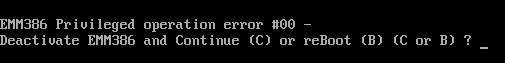
Ví dụ về thông báo lỗi EMM386 ở Windows 3.0 dẫn đến màn hình đen trong Chế độ tiêu chuẩn.

Ở phiên bản Windows 3.x, màn hình đen chết chóc là hiện tượng xảy ra khi một ứng dụng dựa trên DOS không thực thi đúng cách. Nó thường được biết là xảy ra liên quan đến việc cố gắng thực hiện một số hoạt động trong khi trình điều khiển mạng nằm trong bộ nhớ. (Thông thường, nhưng không phải riêng với trường hợp nào khác, nó được nhìn thấy khi trình khách Novell NetWare cho DOS, NETX, được tải.).
Sự cố đã được khắc phục trong hầu hết các trường hợp bằng cách thêm một phần bổ sung trong tập tin SYSTEM.INI của các máy khách bị ảnh hưởng với văn bản TimerCriticalSection = 10000. Các tệp sau đây cũng đã được cập nhật, vtdapi.386re.386 và vipx.38id-1991 bởi Ed Brown, một kỹ thuật viên ở bộ phận công nghệ thông tin của Công ty Coca-Cola tại Atlanta, Georgia, Hoa Kỳ. Ông báo cáo rằng công ty đang tung ra phiên bản Windows 3.0 trong nhóm Tiếp thị toàn cầu và khi người dùng cố gắng chạy WordPerfect, họ sẽ nhận được một màn hình đen. Đây cũng chỉ là một màn hình đen.

## Ở các phiên bản Windows mới hơn
MS-DOS, Windows 95, Windows 98, Windows 2000, Windows Me, Windows XP, Windows Vista, Windows 7 và Windows 8 cũng hiển thị màn hình đen chết chóc khi hệ điều hành không thể khởi động. Điều này thường là do thiếu tập tin. Điều này cũng xảy ra khi người dùng kích hoạt nén tập tin trên tất cả các tập tin và nén hệ điều hành. Thường thì người dùng phải cài đặt lại Windows, nếu tập tin bị thiếu rất quan trọng đối với quá trình khởi động. Tuy nhiên, thường thì màn hình khởi động sẽ thông báo cho người dùng về tập tin bị thiếu. Nếu hệ điều hành bị nén, nó sẽ không thể khởi động, ngay cả khi ở chế độ an toàn. Tuy nhiên, khởi động từ thiết bị khác và giải nén tập tin thường sẽ giải quyết được sự cố.
Vào cuối năm 2009, một số báo cáo mới về màn hình đen chết chóc ở Windows XP, Windows Vista và Windows 7 đã xuất hiện. Lúc đầu, một số tuyên bố chỉ vào Windows Update. Sau đó nó đã được Prevx rút lại như một báo cáo sai lầm. Microsoft đã báo cáo rằng không có bản cập nhật bảo mật nào gây ra sự cố và nó có thể liên quan đến phần mềm ác ý. Trong trường hợp khác, màn hình đen được thay thế bằng màn hình xanh chết chóc. Màn hình đen chết chóc xảy ra cũng có thể do một số thành phần của máy tính quá nóng, thay cho màn hình xanh thông thường, xuất hiện để chỉ ra lỗi dừng. Màn hình đen này đã được đơn giản hóa so với màn hình xanh trước đây, bỏ qua các hướng dẫn mà người dùng nên thực hiện. Windows 10 cũng có thể hiển thị màn hình đen chết chóc do cập nhật chưa hoàn thành, trong hầu hết các trường hợp, hệ thống khởi động lại và bạn có màn hình đăng nhập, nhưng sau khi đăng nhập, thiết bị của bạn bị kẹt trên màn hình đen.

## macOS
Trong một số phiên bản của macOS (chẳng hạn như Mac OS X Lion), sự cố phần cứng hoặc phần mềm có thể khiến hệ thống hiển thị màn hình đen chết chóc thay vì lỗi Kernel panic. Điều này thường chỉ ra lỗi bo mạch đồ họa hoặc sự cố ngủ/thức.